# بیت مهدم (یمن)
 بین مهدم  روستایی است در عزلهٔ (مخلاف حضور)، از سمت شمال، در ناحیهٔ (یحضر)، از توابع استان اِب در کشور یمن در شبه جزیره عربستان. 

## جمعیت
جمعیت آن ۳۳۴ نفر (۱۷ خانوار) می‌باشد.